# Saint-Augustin Airport
Saint-Augustin Airport (franska: Aéroport de Saint-Augustin) är en flygplats i Kanada.   Den ligger i regionen Côte-Nord och provinsen Québec, i den östra delen av landet, 1 400 km öster om huvudstaden Ottawa. Saint-Augustin Airport ligger 3 meter över havet.
Terrängen runt Saint-Augustin Airport är platt. Havet är nära Saint-Augustin Airport österut. Trakten runt Saint-Augustin Airport är nära nog obefolkad, med mindre än två invånare per kvadratkilometer.. Närmaste större samhälle är Saint-Augustin, 1,7 km norr om Saint-Augustin Airport. 
Omgivningarna runt Saint-Augustin Airport är i huvudsak ett öppet busklandskap.